# Линейни кораби проект 23
Линейни кораби проект 23 (тип „Съветски съюз“) (на руски: Линейные корабли проекта 23, тип „Советский Союз“) са серия планирани съветски линейни кораба от края на 1930 – началото на 1940 години в рамките на програмата за строителство на „Голям морски и океански флот“. Тогава се счита, че новите линкори ще бъдат най-големите и мощни в света. Нито един от заложените кораби на проекта не е построен и включен в състава на съветския флот.

## История на проекта

### Вземане на решението за създаване на новия тип кораби
Бойният устав на Военноморските сили на РККА от 1930 г. (БУ-30) казва, че линейните кораби са главната ударна сила на флота, а курса за индустриализация открива реални перспективи за тяхното създаване. Техническият проект за линкора е завършен към края на април 1937 г. Обаче неговото одобряване и залагането на първите два кораба, поръчани на 22 ноември 1936 г., от Балтийския завод, не се състои. В края на май 1937 г. е увеличена стандартната водоизместимост до 55 000 т в сравнение с първоначалния проект.

### Окончателно утвърждаване на проекта
Първоначално срокът за завършването на проектните работи е насрочен за 15 октомври 1937 г., обаче окончателното утвърждаване на „проект 23“, с постановление на Комитета по отбрана при СНК на СССР, става едва на 13 юли 1939 г., когато главният кораб вече е заложен.
Плановата стойност на първите четири кораба от проекта (1,18 милиарда рубли) е равна на почти една трета от годишния военноморски бюджет на страната за 1940 г.

## История на строителството
Като цяло за проекта 23 са проведени колосален обем опитно-конструкторски работи (само като модели са построени над сто броя) и различни изпитания, включая: експериментално бомбардиране по преоборудван сухогрузен кораб (на него е поставена съответната палубна защита), имитация на взривове от мини и торпеда (над тридесет в мащаб и две натурни). Създадена е защита срещу неконтактните минни взриватели – размагнитващо устройство, проектирано от ЛФТИ в периода 1936 – 37 г., което получава последващо използване върху кораби от всички класове. Освен това, подготовени са стапели и достроечно-аварийни докове на Балтийския и Николаевския заводи. По този начин процесът на проектиране на дадените линкори дава мощен импулс в създаването на големи кораби в корабостроителните заводи на СССР.

Главният линеен кораб, „Съветски съюз“, със заводски номер С-299, е заложен в Ленинград в Балтийския завод. За това свидетелства официалното донесение: 
„За Началника на Управлението по корабостроене на РККФ, инженер-флагман 3 ранг др. Горшков. С настоящето докладвам, че на 15 юли 1938 г., в завода „С. Орджоникидзе“ е заложен л/к „Советский Союз“. Упълномощен на УК, военинженер 1 ранг Кудзи“
В периода 1938 – 1939 г. в две други предприятия са заложени още три линкора: „Советская Украина“ (С-352) в Николаев, „Советская Россия“ (С-101) и „Советская Белоруссия“ (С-102) в Молотовск.
През октомври 1940 г. е издадена заповед да се спре строителството на кораба „Советская Белоруссия“, който е готов на степен 1%, а основните усилия е наредено да се съсредоточат върху кораба „Советский Союз“. Поради започването на войната строителството на останалите кораби е спряно (готовността на „Советский Союз“ съставя 19,44%, на „Советская Украина“ – само 7%), а към края на войната недостроените кораби са разкомплектовани за скрап.

## Конструкция
Непотопимостта на кораба е осигурена при разрушаване на небронираната част на кораба и едновременно попадение на две 21-дюймови торпеда в дъното или на три торпеда в булите. Много внимание е отделено на качеството и здравината на съединяването на броневите плочи по различен начин: чрез нитоване в три реда в шахматен ред, на шпонки и т.н. Разглеждана е възможността да се използва заваряване, което постепенно навлиза в практиката на съветското и чуждестранното корабостроене (заварени бронирани палуби с дебелина 12 – 30 мм има на германските крайцери от типа „Лютцов“). Според резултатите на проведена през 1938 г. във Военноморската академия военна игра с учебна стрелба на тренировъчен стенд се смята, че съветските кораби от „проект 23“ ще имат преимущества над чуждестранните линкори. Тогава е направен и извода за „изгодността на 85—105-мм калибър за зенитната артилерия“, който впоследствие изисква съществено уточняване.

### Брониране
брониран пояс: 375 – 420 мм, височина на пояса 6,27 м, ъгъл на наклон от 5°,
прегради: 230 – 365 мм,
барбети: 425 мм,
оръдейни кули: 495 мм,
палуба: 25+155+50 мм,
рубка: 425 мм

### Противоторпедна защита
Противоторпедната защита е разчетена на взрив на заряд с до 750 кг в тротилов еквивалент. Противоторпедната защита се простира на малко под 70% от дължината на кораба по КВЛ. На по-голямата ѝ част от дължината нейната дълбочина съставлява не по-малко от 7,5 м (при мидъла – 8,2 м) и само при носовата траверса на цитаделата (64 шпангоут) намалява до 7,1 м. В кърмовата част на цитаделата, от конструктивни съображения, вместо италианската система се използва американската с четири надлъжни прегради.
За обективната сравнителна оценки на различните системи на защита в периода 1937 – 1938 г. в Николаев е направена серия опити с детонации по 24 в мащаб (1:5), произведени от завод №200, отсека на седемте известни към онова време системи. Според резултатите от тези изпитания, изведени от комисия с председател капитан 2 ранг Лундишев, са избрани двете най-ефективни: американската използвана на линкора „Уест Вирджиния“ (USS West Virginia (BB-48)) и италианската от типа „Пулиезе-Литорио“. Базирайки се на тези резултати, през февруари 1938 г., е предложено на кораба от проекта 23 да се замени италианската система с американската, считайки я за по-подходяща, както по съпротивляемост на взрив, така и по конструктивни и експлоатационни качества. Предложението е отхвърлено поради опасенията, че преправянето ще отсрочи срока за залагане на кораба.

### Енергетична установка
ГЕУ на кораба включва три главни турбозъбчати агрегата (ГТЗА) с мощност по 67 000 к.с. (максимална 77 000 к.с.) и шест водотръбни котела.

#### Характеристики на ЕУ
Паропроизводителността на един котел е 162 т/ч (максимална 185 т/ч), налягане на изхода от 37 атм. при температура 380°С. ГТЗА на линкора са унифицирани с агрегатите на тежкия крайцер от проекта 69.

## Сравнение с аналозите
Сравнение с проектите на реално заложени линейни кораби със стандартна водоизместимост над 50 000 т.
|                                  | Ямато (Япония)                             | Съветски съюз пр. 23 (СССР)                | H39 (Германия)                              | Монтана (САЩ)                               |
| -------------------------------- | ------------------------------------------ | ------------------------------------------ | ------------------------------------------- | ------------------------------------------- |
| Година на залагане               | 1937                                       | 1938                                       | 1939                                        | 1941                                        |
| Водоизместомост стандартна, т    | 62 315 (проектна) 63 200 (реална)          | 59 150 (проектна) 60 190 (оценка)          | 53 489 (проектна)                           | 60 500 (проектна)                           |
| Водоизместомост пълна, т         | 69 998 (проектна) 72 810 (реална)          | 65 150 (проектна) 67 370 (оценка)          | 63 596 (проектна)                           | 70 500 (проектна)                           |
| Дължина, м                       | 269,4                                      | 243,9 – 263                                | 266 – 277,8                                 | 281,9                                       |
| ГЕУ                              | 4 ТЗА 12 ПК 150 000 к.с.                   | 3 ТЗА 6 ПК 201/231 000 к.с.                | 3-вална 12 дизелова 148 000 к.с.            | 4 ТЗА 8 ПК 172 000 к.с.                     |
| Скорост на кораб на хода, възела | 27,5                                       | 28/29                                      | 30,4                                        | 28                                          |
| Брониране:                       |                                            |                                            |                                             |                                             |
| Главен пояс                      | 410 мм                                     | 375 – 420+20 мм                            | 180 – 320+скос 120 мм                       | 406 мм                                      |
| Горен пояс                       | няма                                       | 180 – 420 мм                               | 150+25 мм                                   | няма                                        |
| Долен пояс                       | 100 – 170 - 200 – 270 мм                   | няма                                       | няма                                        | 95 – 210 мм                                 |
| Броня по краищата                | няма                                       | до 285 – 365 мм                            | до 150 мм                                   | няма                                        |
| Палубно брониране                | главна палуба 200 – 230 мм                 | 25+155+50 мм                               | 50 – 60+100 – 150 мм                        | 57+147 – 186+25 мм                          |
| Кули (чело/страни/покрив/тил):   | 650/250/270/460 мм                         | 495/230/230/410 мм                         | 400/220/180-220/325 мм                      | 560/254/233/370 мм                          |
| Въоръжение:                      |                                            |                                            |                                             |                                             |
| Оръдия                           | 9 – 460/45 12 – 155/60 12 – 127/40 24 – 25 | 9 – 406/50 12 – 152/58 12 – 100/56 40 – 37 | 8 – 406/52* 12 – 150/55 16 – 105/65 16 – 37 | 12 – 406/50 20 – 127/54? 32 – 40/56 20 – 20 |
| Тегло на залпа на ГК             | 13 140 кг                                  | 9972 кг                                    | 8240 кг*                                    | 14 696 кг                                   |

- * Оръдието 40,6 cm/52 (16") SK C/34 по същество се явява 42 cm/48 (16,5") SK C/40. То е нагодено спрямо максимално разрешения от договорите калибър, чрез изкуственото удебеляване на вътрешната стена и чрез несложна процедура по развъртяване то с лекота се връща към проектния калибър с увеличена маса на снаряда. При този случай бордовия залп на ГК ще надвиши 9,1 тона.

### Препоръчана литература
- Грибовский В. Ю. На пути к „большому морскому и океанскому“ флоту (Кораблестроительные программы Военно-Морского Флота СССР в предвоенные годы). Гангут.   СПб., 1995. ISBN 5-85875-031-1. с. 2 – 20.